# Галло, Джоуи
Джозеф Николас Галло (англ. Joseph Nicholas Gallo; 19 ноября 1993, Хендерсон, Невада) — американский бейсболист, аутфилдер, игрок первой и третьей базы клуба Главной лиги бейсбола «Нью-Йорк Янкис». Участник Матча всех звёзд лиги в 2019 и 2021 годах. Двукратный обладатель награды Золотая перчатка.

## Биография

### Ранние годы
Джоуи Галло родился 19 ноября 1993 года в Хендерсоне, штат Невада. В детстве он играл в одной команде с другой будущей звездой лиги Брайсом Харпером. Он окончил старшую школу епископа Гормана, после чего планировал поступление в Университет штата Луизиана. За школьную бейсбольную команду Галло играл на первой и третьей базах, а также в качестве питчера. В составе команды он провёл четыре сезона, в каждом из которых она становилась чемпионом штата Невада. Галло за это время выбил 67 хоум-ранов, установив школьный рекорд. В 2012 году на драфте Главной лиги бейсбола его под общим 39 номером выбрал клуб «Техас Рейнджерс». Эксперты сайта ESPN отмечали силу удара игрока, оценивая её в максимально возможные 80 баллов, а также фастбол скоростью 98 миль в час. В июне он подписал с клубом контракт с бонусом 2,25 млн долларов.

### Техас Рейнджерс
В 2013 году Галло играл в составе команды «Хикори Кроудэдс» в Южно-Атлантической лиге. В играх за клуб он выбил 38 хоум-ранов, несмотря на пропущенный из-за травмы паха месяц. Ещё два хоум-рана он отбил в Аризонской осенней лиге, где набирал игровую форму после возвращения на поле. Галло стал первым за 51 год тинейджером, которому удалось выбить 40 хоум-ранов в одном сезоне в младших лигах. В сезоне 2014 года он получил приглашение на Матч всех звёзд будущего. Его двухочковый хоум-ран принёс победу команде США в этой игре, а сам Галло был признан её самым ценным игроком.
Чемпионат 2015 года Галло начал в AA-лиге в составе «Фриско Раф Райдерс». Он провёл за команду 34 игры с девятью хоум-ранами и показателем отбивания 31,4 %, после чего был вызван в основной состав «Рейнджерс». Второго июня он дебютировал в Главной лиге бейсбола в игре против «Чикаго Уайт Сокс», отличившись хоум-раном в третьем иннинге. Всего он сыграл за команду в 35 матчах, отбивая с не лучшим показателем 20,4 %, но сделав шесть хоум-ранов. Перед стартом следующего сезона, эксперты официального сайта лиги ставили Галло на первое место среди игроков фарм-системы «Техаса». По итогам весенних сборов он не смог пробиться в основной состав, а в начале мая снова травмировал пах, из-за чего пропустил часть регулярного чемпионата. На биту он выходил всего 25 раз.
В 2017 году Галло зарекомендовал себя как один из самых неоднозначных отбивающих в лиге. Его показатель сильных ударов составил 53,7 % (девятое место в лиге), а общий показатель отбивания только 20,9 % (76 место). Тенденция получила развитие и в следующем сезоне — при 40 выбитых хоум-ранах и 92 RBI, его показатель отбивания составил всего 20,6 %, он также получил 207 страйкаутов. Спортивный обозреватель Джереми Лерман назвал выступление Галло в 2018 году «одним из худших сезонов с сорока хоум-ранами в истории бейсбола».
Сезон 2019 года разделился для него на две части. В первой половине регулярного чемпионата Галло был одним из лучших отбивающих Американской лиги и вошёл в число участников Матча всех звёзд. Большую часть второй половины он пропустил из-за травм и перенёс операцию на запястье. В результате он сыграл всего 70 матчей, выбив в них 22 хоум-рана и набрав 49 RBI при показателе отбивания 25,3 %. В 2020 году его игра на бите потеряла в эффективности. Причинами этого стали последствия травм, а также пропуск части предсезонных сборов из-за карантина по COVID-19. Ещё одним фактором стало более активное использование бантов. При этом Галло реже стал получать страйкауты. В защите он, напротив, стал действовать эффективнее. После того как «Рейнджерс» начали выступления на новом стадионе, он впервые в карьере отыграл весь сезон на одной позиции — правым аутфилдером. По итогам года Галло стал обладателем награды Золотая перчатка, вручаемой лучшим игрокам лиги за их действия в обороне.

### Нью-Йорк Янкис
В первой части сезона 2021 года в играх за «Техас» он отбивал с эффективностью 22,3 %, выбив 25 хоум-ранов. К концу июля он лидировал в лиге по количеству заработанных уоков. Второй раз в карьере Галло вошёл в число участников Матча всех звёзд. В июле «Рейнджерс» обменяли его и питчера Хоэли Родригеса в «Нью-Йорк Янкис», получив четырёх игроков фарм-системы. После перехода он выступал неудачно. В регулярном чемпионате в 58 матчах за «Янкис» его показатель отбивания составил всего 16,0 % при 88 полученных страйкаутах. В проигранном матче уайлд-кард раунда плей-офф Галло не реализовал ни одного выхода на биту из четырёх. Возникали проблемы с игрой в защите. Несмотря на это, по итогам сезона он второй раз стал обладателем Золотой перчатки, опередив по итогам голосования Хантера Ренфро и Кайла Такера.